# Naina Jelcyna
Naina Iosifowna Jelcyna (ros. Наина Иосифовна Ельцина; ur. 14 marca 1932 w Titowce w obwodzie orenburskim) – żona Borisa Jelcyna (wdowa od 2007) i pierwsza dama Federacji Rosyjskiej w latach 1991–1999.

## Życiorys

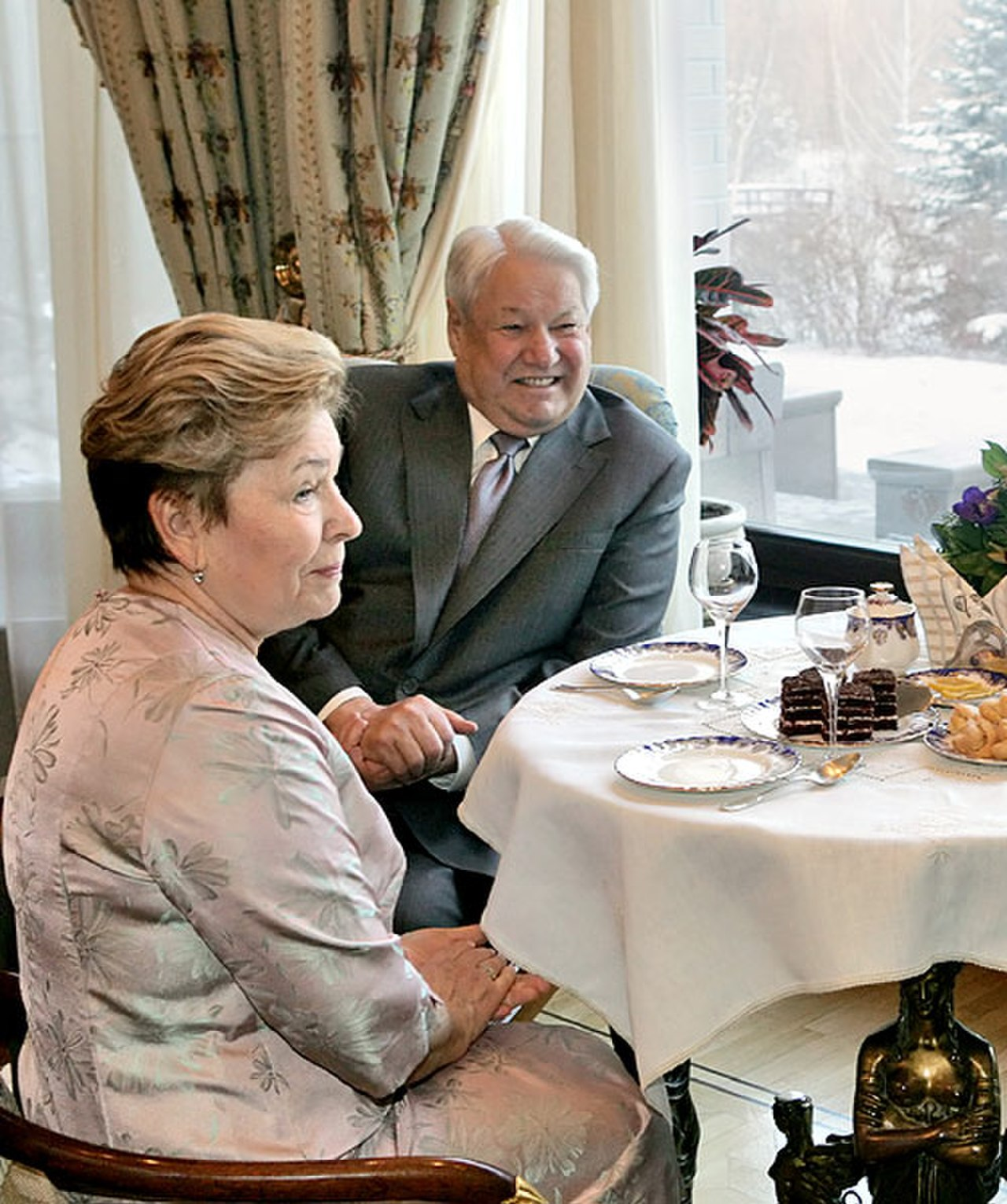
Naina Jelcyna z mężem (2006)

Urodziła się 14 marca 1932 roku w rodzinie Josifa Aleksiejewicza (1910–1966) i Marii Fiodorowny (1910–1994) z domu Girin. Była najstarszą z sześciorga dzieci w rodzinie. Przy narodzinach nadano jej imię Anastazja, ale wszyscy w otoczeniu nazywali ją Naja lub Naina. W wieku 25 lat oficjalnie zmieniła imię na Naina.
W 1955 roku ukończyła studia na wydziale budowlanym Uralskiego Instytutu Politechnicznego im. S. M. Kirowa w Swierdłowsku na kierunku inżynieria lądowa. To właśnie tam poznała swojego przyszłego męża, Borisa Jelcyna; pobrali się wkrótce po ukończeniu studiów. Małżeństwo doczekało się dwóch córek – Jeleny i Tatiany.
W latach 1955–1956 pracowała jako inżynier budownictwa, brygadzista w dziale produkcji w przedsiębiorstwie wodociągowym Orenburga. W latach 1956–1985 była inżynierem naczelnym projektu, a następnie kierownikiem grupy Instytutu Wodokanałprojekt w Swierdłowsku aż do przejścia na emeryturę w wieku 55 lat.
Od 1985 roku mieszka w Moskwie. Od 2008 roku jest członkiem Rady Nadzorczej Centrum Prezydenckiego im. Borisa Jelcyna i aktywnie uczestniczy w wydarzeniach poświęconych pamięci swojego męża.
W 2017 roku opublikowała swoje wspomnienia pt. Licznaja żyzń („Życie osobiste”).

## Odznaczenia
- Order Świętej Katarzyny Męczennicy (2017)[4]